# Diarthron magakjanii
Diarthron magakjanii är en tibastväxtart som först beskrevs av Dmitrii Ivanovich Sosnowsky, och fick sitt nu gällande namn av Kit Tan. Diarthron magakjanii ingår i släktet Diarthron och familjen tibastväxter. Inga underarter finns listade i Catalogue of Life.